# Barrio de Belén
Barrio de Belén är en ort i kommunen Temascalapa i delstaten Mexiko i Mexiko. Samhället hade 719 invånare vid folkräkningen 2020.